# Losa del Obispo (kommunhuvudort)
Losa del Obispo är en kommunhuvudort i Spanien.   Den ligger i provinsen Província de València och regionen Valencia, i den östra delen av landet, 250 km öster om huvudstaden Madrid. Losa del Obispo ligger 460 meter över havet och antalet invånare är 478.
Terrängen runt Losa del Obispo är kuperad åt nordväst, men åt sydost är den platt. Runt Losa del Obispo är det glesbefolkat, med 11 invånare per kvadratkilometer. Närmaste större samhälle är Villar del Arzobispo, 5,6 km nordost om Losa del Obispo. Omgivningarna runt Losa del Obispo är i huvudsak ett öppet busklandskap.